# Notre-Dame-du-Hamel
 Notre-Dame-du-Hamel  là một xã thuộc tỉnh Eure trong vùng Normandie miền bắc nước Pháp.